# HD 13215
HD 13215，又名BD-18 374，SAO 148237、HR 625，是一颗恒星，视星等为6.1，位于銀經189.29，銀緯-69.87，其B1900.0坐标为赤經2h 4m 1.1s，赤緯-18° -69.87′ 11″。